# Paul Cook

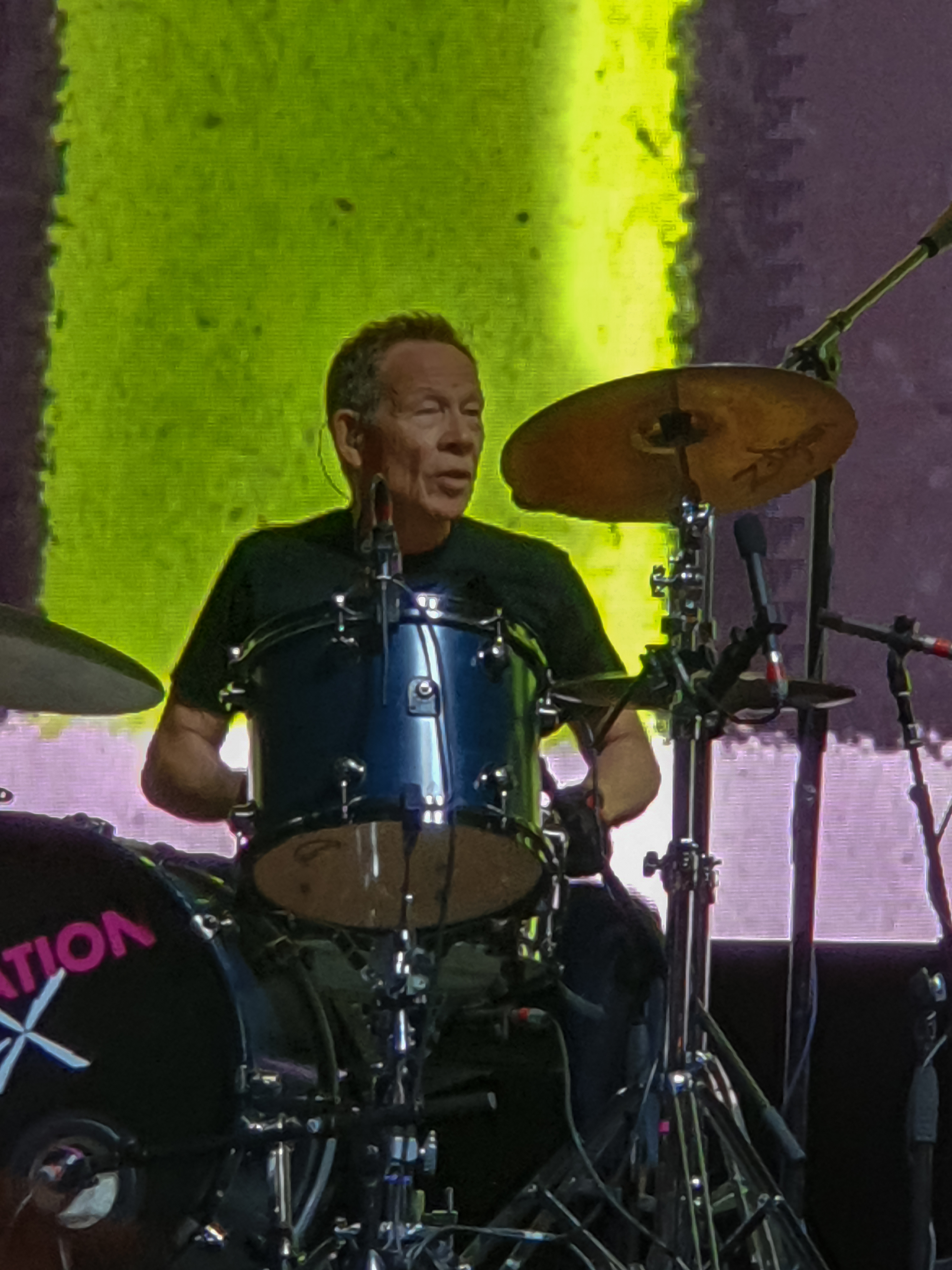
Paul Cook

Paul Thomas Cook (* 20. Juli 1956 in London) ist ein britischer Schlagzeuger und war Gründungsmitglied der Sex Pistols. Cook ist Mitglied der von dem Def-Leppard-Gitarristen Phil Collen gegründeten Band Man Raze und der Band The Professionals.

## Jugend und frühe Karriere mit den Sex Pistols
Cook wuchs im Londoner Stadtteil Hammersmith auf und lernte schon während der Schulzeit Steve Jones kennen. Gemeinsam mit Jones und einem weiteren Schulfreund, Wally Nightingale, gründete er die Band The Strand, zu der Glen Matlock als Bassist hinzustieß, während Cook Schlagzeug spielte. The Strand spielte vor allem frühe Klassiker von The Rolling Stones, The Who und Small Faces. 1975 war Cook mit Steve Jones und Glen Matlock Gründungsmitglied der von Malcolm McLaren gemanagten Sex Pistols.

## Spätere Karriere
Nach der Auflösung der Sex Pistols im Januar 1978 arbeiteten Cook und Jones am Soundtrack des Films The Great Rock ’n’ Roll Swindle von Julien Temple, in dem sie auch mitspielten. Beim von Cook und Jones geschriebenen Song Silly Thing von der gleichnamigen Single, die als Werbung für den Film veröffentlicht wurde, ist Cook der Sänger. Die Single erreichte in den britischen Charts Platz 6.
1978 spielten Cook und Jones auf Johnny Thunders' Soloalbum So Alone. 1979 gründeten sie die Band The Professionals, deren Single 1-2-3 es 1980 auf Platz 43 der britischen Charts schaffte. Nachdem Jones sich 1982 entschloss, in den USA zu bleiben, lösten sich The Professionals 1982 auf.
Anfang der 1980er-Jahre lernte Cook die Bandmitglieder der New-Wave-Band Bananarama kennen und halfen ihnen dabei, ihren ersten Plattenvertrag zu bekommen und ihre erste Single, Aie a Mwana, aufzunehmen; außerdem war er Produzent ihres Debütalbums Deep Sea Skiving. Von 1984 bis 1989 war Cook Schlagzeuger der britischen Rockband Chiefs of Relief.
In den 1990er-Jahren war Cook als Studiomusiker an Aufnahmen von Edwyn Collins und Vic Godard beteiligt.
Nach der Wiedervereinigung der Sex Pistols im Jahr 1996 war Cook 1997 bei der Welttournee der Sex Pistols und bei allen Konzerten der Band in den Jahren 2002, 2003, 2007 und 2008 als Schlagzeuger dabei.
Seit 2004 ist Paul Cook Schlagzeuger der britischen Rockband Man Raze, mit der er 2009 auf Tour ging. Nach der Wiedervereinigung der Professionals im Jahr 2015 wurde er wieder Schlagzeuger der Band, die seit 2017 in Großbritannien mehrere Konzerte gab und 2017 und 2020 neue Alben veröffentlichte.
2016 fand sich Paul Cook mit Billy Idol (ex-Generation X), Steve Jones (ex-Sex Pistols) und Tony James (ex-Generation X) als Generation Sex zu einer sogenannten Supergroup zusammen und gaben ein einstündiges Konzert in Los Angeles.
2023 kam es zu einer weiteren Tour mit Generation Sex.

## Privatleben
Cook lebt mit seiner Frau Jeni Cook, die früher Background-Sängerin bei Culture Club war, im Londoner Stadtteil Hammersmith. Seine Tochter Holli Cook ist ebenfalls Musikerin.